# محمد حصاد
محمد حصاد (17 نوفمبر 1952، تافراوت) سياسي مغربي.

## مسيرته
محمد حصاد هو من مواليد منطقة تافراوت في الجنوب المغربي، بعد حصوله على دبلوم مهندس من المدرسة متعددة التقانات بباريس سنة 1974 وعلى دبلوم مهندس من المدرسة الوطنية للطرق والقناطر بباريس سنة 1976، شغل منصب مدير الأشغال العمومية بأقاليم فاس وتاونات وبولمان بين سنة 1976 و1981.
وفي سنة 1982 تقلد منصب مكلف بالدراسات لدى وزير التجهيز ثم مدير بالنيابة في التخطيط والدراسات بوزارة التجهيز. وتولى منصب المدير العام لوكالة الشحن والتفريغ لميناء الدار البيضاء ما بين 1983 و1984 والمدير العام لمكتب استغلال الموانئ ما بين 1985 و1993.
وعين محمد حصاد في 11 نونبر 1993 وزيرا للأشغال العمومية والتكوين المهني وتكوين الأطر٬ ثم رئيسا مديرا عاما لشركة الخطوط الملكية المغربية سنة 1995.
وفي فاتح أبريل 1996 انضم حصاد كعضو إلى مجموعة التفكير التي أسسها الملك الحسن الثاني ثم تولى منصب رئيس الجمعية الدولية لأرباب النقل الجوي بالبلدان الفرنكفونية في فبراير 1997 ثم رئيس ودادية مهندسي الطرق والقناطر بالمغرب في ديسمبر 1997.
عين بتاريخ 13 سبتمبر 2003 واليا على جهة مراكش تانسيفت الحوز وعاملا على عمالة مراكش.
عين بتاريخ 22 يونيو 2005 واليا على جهة طنجة تطوان وعاملا على عمالة طنجة أصيلة ثم في 12 نوفمبر 2012 رئيسا لمجلس الرقابة للوكالة الخاصة طنجة- المتوسط.
عينه الملك محمد السادس وزيرا للداخلية ما بين 2013 و2017 ثم وزيرا للتربية الوطنية والتكوين المهني والتعليم العالي والبحث العلمي في 2017. وقد أُعفي من هذا المنصب في نفس العام بسبب التحقيق في اختلالات حصلت خلال الفترة التي كان فيها في وزارة الداخلية.